# Ambrogio Spinola
Ambrogio Spinola, 1. markiz de los Balbases, španski vojskovodja italijanskega rodu, * 1569, Genova, † 25. september 1630, Castelnuovo Scrivia.
Bil je eden najsposobnejših vojskovodij svojega časa. Izkazal se je v bojevanju proti Republiki Nizozemski.

## Življenjepis
Ambrosio Spinola je bil rojen v stari plemiški družini v Genovski republiki, zaveznici Španije. Izročilo družine je nadaljeval tako, da je vstopil v vojaško službo španskega kralja Filipa III. Leta 1602 je z vojsko 9.000 mož, ki jo je sam financiral, odpotoval na Nizozemsko. Leto dni je oblegal Ostende, ki so padle septembra 1604, in s tem dokazal, da je kos svojemu velikemu nasprotniku nizozemskemu stadhouderju Mavriciju Nassavskemu. Po tem uspehu ga je kralj postavil za glavnega poveljnika španske flandrijske vojske in za namestnika guvernerjev Španske Nizozemske, vojvode Alfreda Avstrijskega in njegov soproge Izabele. V nadaljevanju je zavzel še nekaj utrjenih mest. Leta 1606 je zastavil vse svoje premoženje za zavarovanje posojila, ki ga je španska država najela pri bankirjih za nadaljevanje vojne (in ga, ker španska vlada ni vrnila posojila, kasneje tudi izgubil). Leta 1607 sta se z Mavricijem sporazumela o prekinitvi bojevanja. Dve leti kasneje je imel glavno vlogo v pogajanjih, ki so pripeljala do dvanajstletnega premirja (1609-21). Ves čas premirja je Spinola držal vojsko v pripravljenosti in jo dopolnjeval.
Po izbruhu tridesetletne vojne je leta 1620 zavzel skoraj ves Palatinat in odstranil blokado protestantskih sil na t. i. španski poti iz severna Italije na Nizozemsko, ki je bila ključnega pomena za povezavo španske flandrijske vojske s Španijo.
Po prenehanju dvanajstletnega premirja je v juniju 1625 dosegel svoj največji vojaški uspeh, ko je po devetmesečnem obleganju zavzel močno utrjeno mesto Breda, rezidenco knezov Oranskih. S to zmago je pritegnil pozornost vse Evrope. Španski slikar Velázquez je naslikal na to temo eno svojih največjih umetnin, sliko "Las lanzas".
Po zasedbi Brede je Spinola začel oblegati mesto Bergen-op-Zoom ob ustju reke Šelde, ki pa ga je moral zaradi bolezni v vojski in dezerterstva opustiti. Pomanjkanje denarja in nenaklonjenost nadaljevanju bojevanja grofa Olivaresa, glavnega ministra vlade mladega kralja Filipa IV., je zaustavila Spinoline vojaške aktivnosti na Nizozemskem.
Leta 1628 je nerad sprejel imenovanje za glavnega poveljnika in opolnomočenca v vojni s Francijo za nasledstvo v Mantovi (1628-31). Tam je leta 1630 umrl sredi obleganja Casale.
Edino, kar je Ambrogijeva družina dobila za njegovo osemidvajsetletno zvesto služenje španskima monarhoma in za vse premoženje, ki ga je v to vložil, je bil naziv merqués de Los Balbases. 